# Andrea Ardito
Andrea Ardito (* 8. Januar 1977 in Viareggio) ist ein italienischer ehemaliger Fußballspieler, der vorwiegend im Mittelfeld spielte.
Ardito begann seine Karriere bei seinem Jugendverein US Città di Pontedera. Über die Stationen Como Calcio, AC Siena und FC Turin gelangte er schließlich zur US Lecce. Wieder zurück in Como blieb er dort sechs Spielzeiten bis zu seinem Karriereende im Sommer 2015.